# Levski, Pazardjik
Levski (în bulgară Левски) este un sat în comuna Panaghiuriște, regiunea Pazardjik,  Bulgaria. 

## Demografie
Componența etnică a satului Levski
     Bulgari (96,32%)
     Romi (1,69%)
     Nicio identificare (1,98%)
     Altele (0%)
La recensământul din 2011, populația satului Levski era de 707 locuitori. Din punct de vedere etnic, majoritatea locuitorilor (96,32%) erau bulgari, cu o minoritate de romi (1,69%). Pentru 1,98% din locuitori nu este cunoscută apartenența etnică.